# Mount Vernon (Geórgia)
Mount Vernon é uma cidade localizada no estado americano de Geórgia, no Condado de Montgomery.

## Demografia
Segundo o censo americano de 2000, a sua população era de 2082 habitantes.
Em 2006, foi estimada uma população de 2198, um aumento de 116 (5.6%).

## Geografia
De acordo com o United States Census Bureau tem uma área de
10,7 km², dos quais 10,7 km² cobertos por terra e 0,0 km² cobertos por água. Mount Vernon localiza-se a aproximadamente 88 m acima do nível do mar.

## Localidades na vizinhança
O diagrama seguinte representa as localidades num raio de 20 km ao redor de Mount Vernon.